# 1983 en Colombie-Britannique
Chronologie de la Colombie-Britannique
- 1979
- 1980
- 1981
- 1982
- 1983
- 1984
- 1985
- 1986
- 1987

Cette page concerne des événements qui se sont produits durant l'année 1983 dans la province canadienne de Colombie-Britannique.

## Politique
- Premier ministre : Bill Bennett
- Chef de l'Opposition : Dave Barrett[1] du Nouveau Parti démocratique de la Colombie-Britannique
- Lieutenant-gouverneur : Henry Pybus Bell-Irving puis Robert Gordon Rogers
- Législature :

## Événements
- Mise en service du BC Place Stadium à Vancouver. C'est un stade couvert par une structure à membrane, pouvant accueillir 60 000 personnes assises, situé 777 Pacific Boulevard[2].
- 7 avril : élection générale. Le Parti Crédit social conserve sa majorité à l'Assemblée législative dirigé par Bill Bennett ; le Nouveau Parti démocratique forme l'opposition officielle dirigée par Dave Barrett.

## Naissances

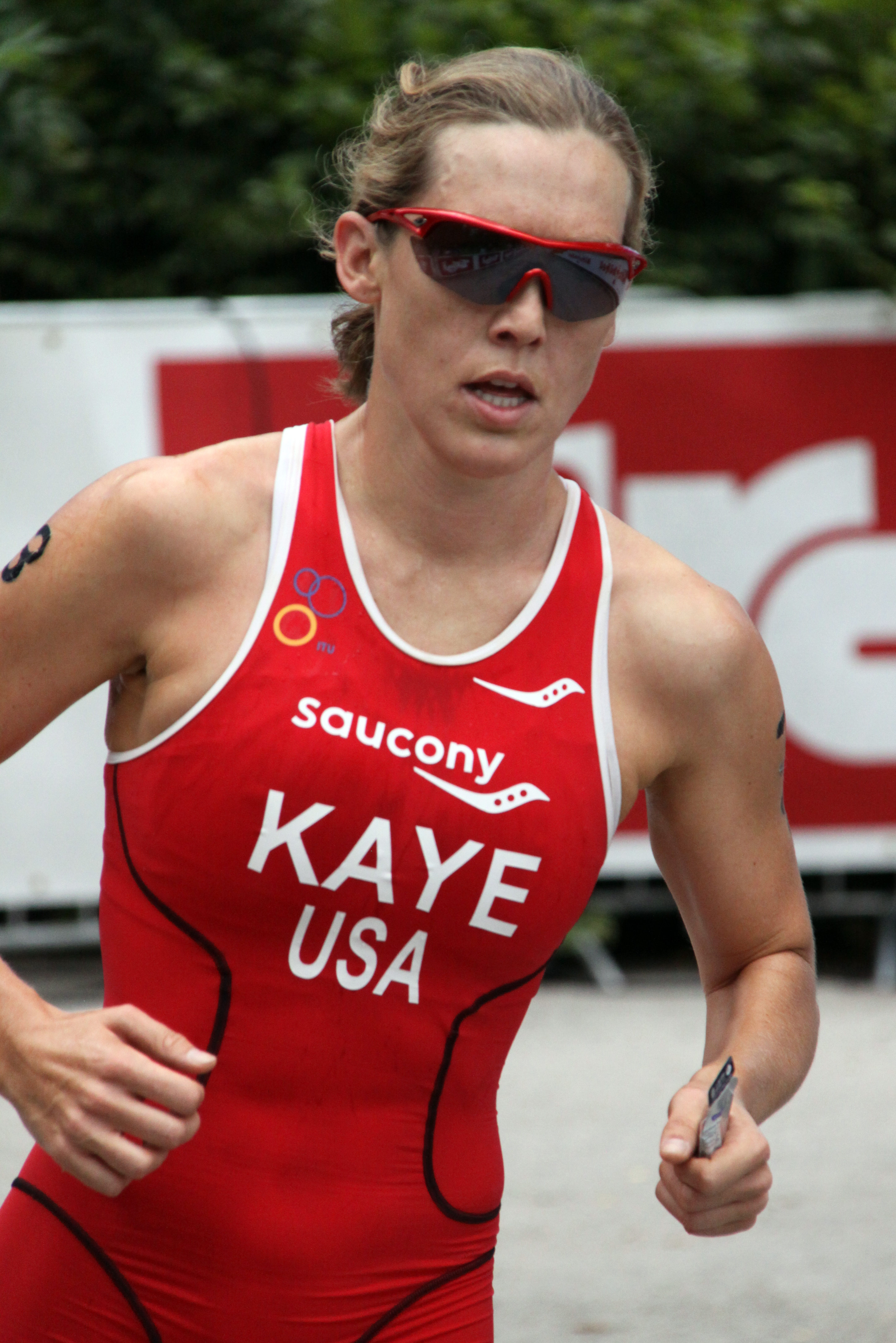
Alicia Kaye.

- 7 février à Victoria : Malcolm Howard, rameur canadien. Il a obtenu la médaille d'or olympique en 2008 à Pékin en huit et la médaille d'argent en 2012 à Londres.
- 8 février à 100 miles house : Frances Adair Mckenzie, artiste multimédia et féministe[3].
- 12 avril à Smithers : Emily Baadsvik, bobeuse canadienne.
- 20 avril à Abbotsford : David Van der Gulik, joueur canadien de hockey sur glace[4],[5].
- 15 mai à Burnaby : Josh Simpson, footballeur international canadien. Milieu offensif, sa carrière est interrompu brutalement par une blessure à la jambe en 2012.
- 12 juin à Burnaby : Christine Sinclair, OC, de son nom complet Christine Margaret Sinclair,  joueuse de football internationale canadienne évoluant au poste d'attaquante. Elle joue actuellement dans la National Women's Soccer League avec le club des Thorns FC de Portland depuis 2013.
- 7 octobre à Smithers : Alicia Kaye, triathlète professionnelle américaine d'origine canadienne, multiple vainqueur de compétition Ironman 70.3.
- 22 octobre à Victoria : Kira Renee Forster , catcheuse canadienne connue sous le nom de ring de Taya Valkyrie.